# Sopaipilla

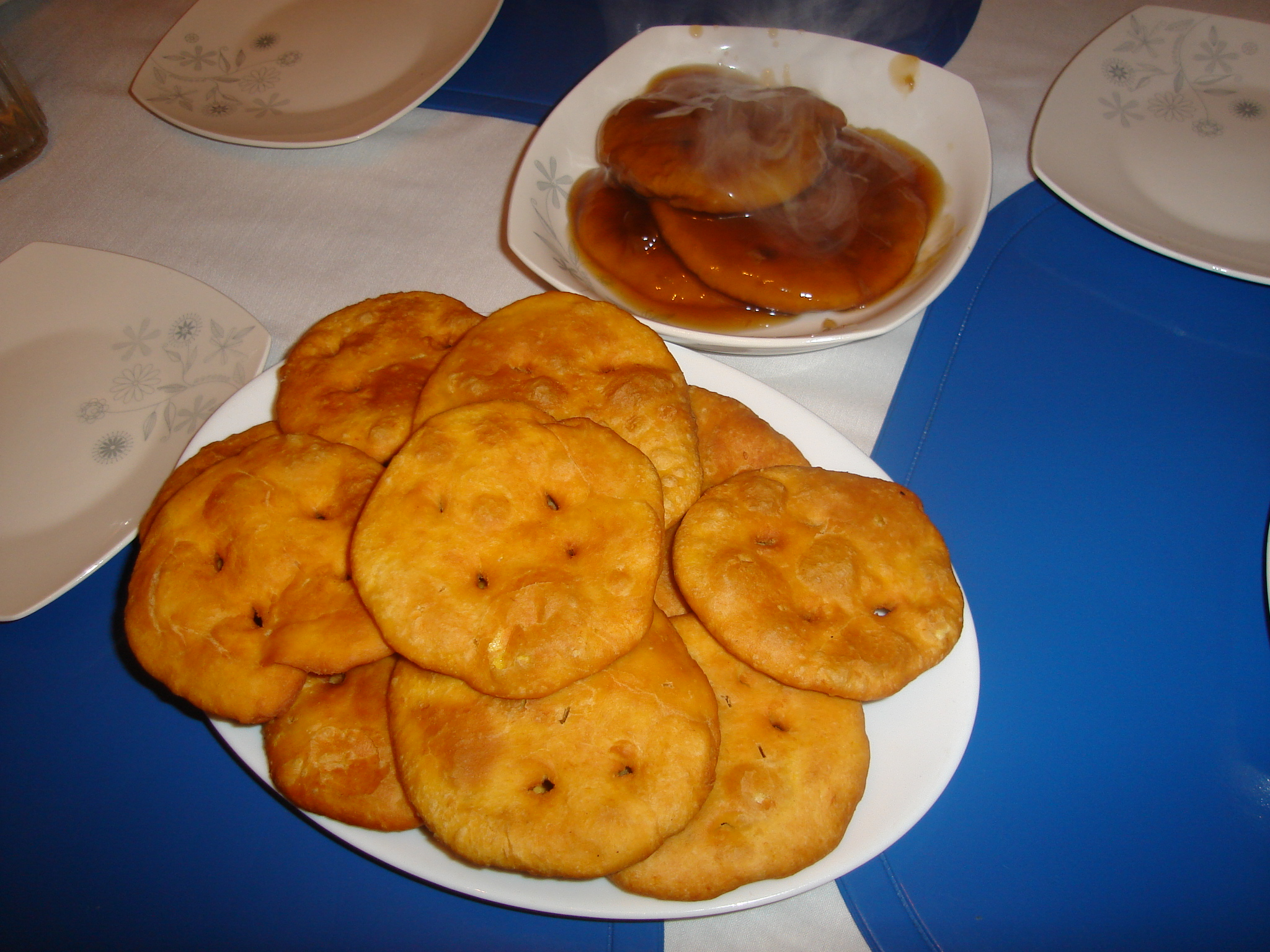
Chilenska sopaipillas med och utan varm chancaca-sås.

Sopaipilla, sopapilla, sopaipa, eller cachanga är en familj av olika sorters friterat bröd som äts i Bolivia, Chile, New Mexico, Peru och Texas. Ordet sopaipilla är diminutiv av sopaipa, ett ord som kommit in i spanskan från det mozarabiska språket som en gång talades i södra delen av Iberiska halvön. Xopaipa, det ursprungliga mozarabiska ordet, användes om bröd som hade doppats i olja, och kom ursprungligen från de germanska språkens suppa som betyder "doppat bröd".